# アサリナ
アサリナ（学：Asarina）は、オオバコ科に属する植物の総称。または、キリカズラ属に（アサリナ属）含まれる植物の総称を指す。分類体系によってはゴマノハグサ科に分類されることもある。

## 特徴
つる性植物で花の形状はキンギョソウ属の花に似る。このことが名前の由来となっている。（後述）花付きは悪くないが、花自体は小さいので同種の多色の花を混植すると見栄えが良くなる。耐寒性に乏しいため、一年草として扱われるが、原産地及び自生地のメキシコでは多年草である。葉はヘデラに似た形状をしている。

## 栽培方法
4～５月に播種を行い、5‐6月に移植、定植を行う。ある程度成長したら支柱をネットを立て、蔓を誘引する。この作業を行わなければ蔓が支柱を登攀せず、地面で絡まりあう恐れがあるので必ず行う。支柱は、できるだけ細目のものを選ぶ。施肥は5～11月の花期の終わりの時期まで継続的に与える。直射日光で葉焼けする恐れがあるので、半日陰の環境で栽培するとよい。0℃以下になると枯死するので、冬越しを行う場合は花期の末期時期に室内に取り込んでおく。花色は白色、桃色、紫色系統の花色がある。耐病性には優れるので病害虫の被害にあうことは少ない。

## 利用
つる性の性質から緑のカーテンに利用されたり、吊り鉢やハンギングバスケットなどに植えて観賞されることもある。

## 名称について
属名のAsarinaはAsuramからきており、これはスペイン語で「キンギョソウ属」を意味する。草姿がキンギョソウに似ていたことにちなんでいる。和名の由来は花がキリの花に似ていて、葉がヘデラ属の葉に形状が似ている事にちなんでいる。

## 下位分類
日本で流通し多く栽培されるのは、バークレイアナ種とプロクンベンス種である。※ただし、バークレイアナ種はキリカズラ属からマウランディア属（Maurandya）に移動されている。参照元はこちら。
- アサリナ・バークレイアナ

　（Asarina barclayana）
和名はツタバキリカズラ、ツルキンギョソウである。メキシコ原産の普及種で、葉は無毛。花は小さめだが涼し気な印象を与える種。
- アサリナ・プロクンベンス

　（Asarina procumbens）
フランス南部～スペイン西北部原産で、葉には軟毛が生える。花色は紫色系統の色以外にも黄色がある。水はけのよいところで育てるとよい。ほかの種より耐寒性に優れる。